# Цитоліз
Цитоліз — процес руйнування клітин еукаріотів, виражається у вигляді їх повного або часткового розчину під дією лізосомальних ферментів. 
Цитоліз може бути як частина нормальних фізіологічних процесів, наприклад при ембріогенезі, так і патологічному стані, що виникає при пошкодженні клітин зовнішніми факторами, наприклад, при дії під дію клітини антитіл. Так само цитолізом називають процес переходу води з розчину всередину клітки, що супроводжується збільшенням клітини в обсязі з розривом її оболонок.
Наприклад в організмі людини цитоліз гепатоцитів може розвиватися при гепатиті. Як результат дії антитіл на уражені вірусом клітини печінки.